# 貝盧-齊里比希拉區
貝盧-齊里比希拉區，是馬達加斯加的行政區，位於該國西部，由梅納貝區負責管轄，首府設於貝盧-齊里比希納，面積7,573平方公里，2011年人口117,623，人口密度每平方公里16人。